# Fälthare (Dürer)
Fälthare (tyska: Feldhase) eller Ung hare (Junger Hase) är en akvarellmålning av den tyske renässanskonstnären Albrecht Dürer. Den målades 1502 och är utställd på konstmuseet Albertina i Wien. 
Dürer är en av de största kulturpersonligheterna i den tyska konstens historia. Sin kanske största insats gjorde han som grafiker och tecknare med drygt 400 grafiska blad och cirka 1200 teckningar. Hans realistiskt skildrade – med en närmast fotografisk exakthet – akvarellstudier av blommor, till exempel Den stora grästuvan, och djur tillhör de tidigast kända naturstudierna och saknar motstycke i samtidskonsten. Fälthare målades i konstnärens ateljé i Nürnberg och förvärvades av kejsar Rudolf II år 1588. I samband med ett utbyte av konst mellan kejsar Frans II och hertig Albert Kasimir av Sachsen-Teschen hamnade Fälthare i den senares samling som sedermera givit namn åt Albertina. 